# Каменка (Бережковське сільське поселення)
Каменка (рос. Каменка) — присілок у Волховському районі Ленінградської області Російської Федерації.
Населення становить 5 осіб. Належить до муніципального утворення Бережковське сільське поселення.

## Історія
Згідно із законом № 56-оз від 6 вересня 2004 року належить до муніципального утворення Бережковське сільське поселення.

## Населення
| 1838 | 1862 | 1997 | 2007 | 2010 | 2017 |
| ---- | ---- | ---- | ---- | ---- | ---- |
| 85   | ↗103 | ↘1   | →1   | ↘0   | ↗5   |